# Kaiju
Kaiju (怪獣, Kaijū, lit. monstro estranho) é um termo japonês comumente associado a mídias envolvendo monstros gigantes. Um subgênero de Ficção científica, mais precisamente dos filmes de monstro, criado por Eiji Tsuburaya e Ishirō Honda. O termo também pode se referir aos próprios monstros gigantes, que geralmente são retratados atacando grandes cidades e lutando contra militares ou outros monstros. 

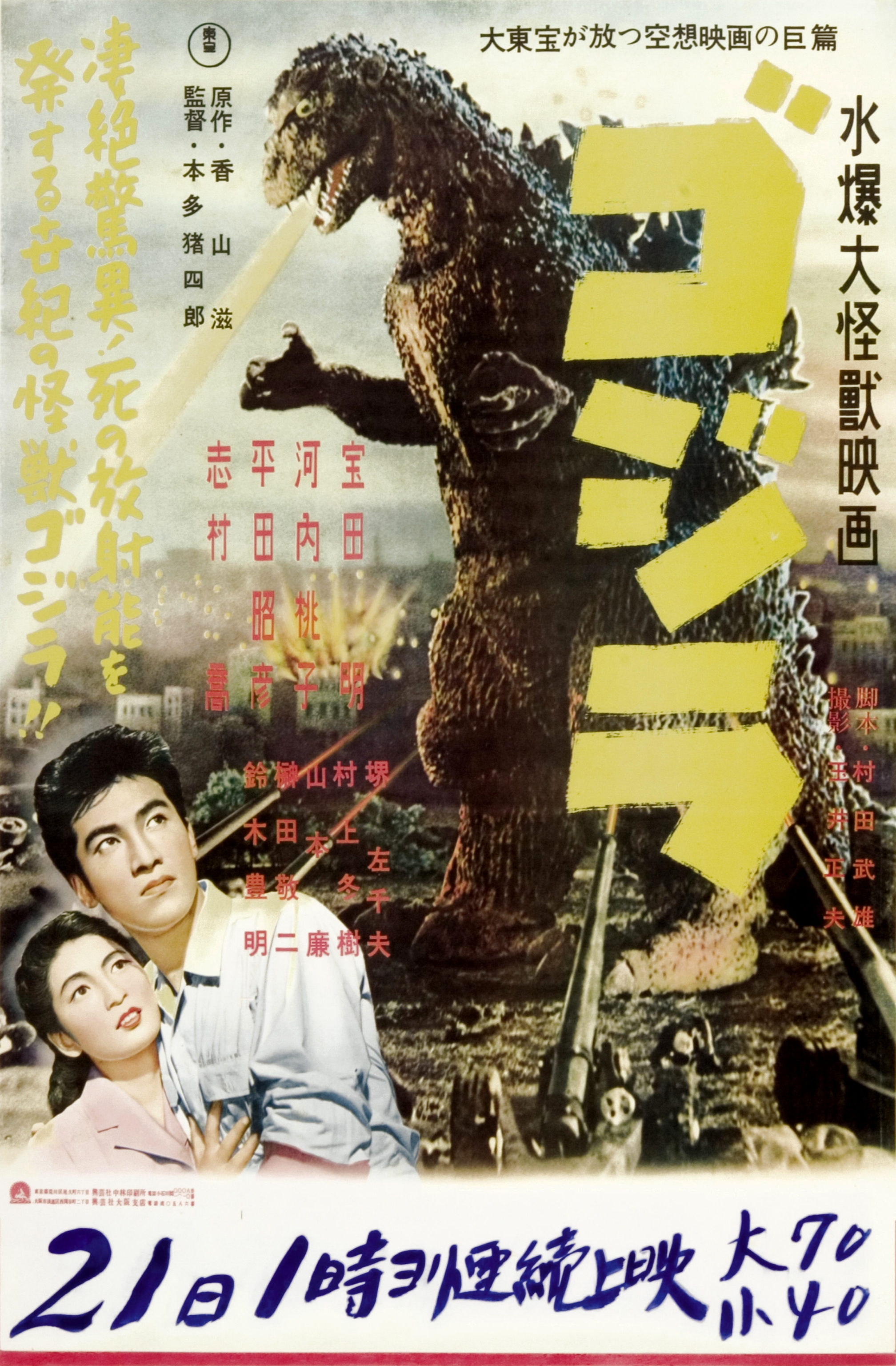
Cartaz de Godzilla (1954), amplamente considerado o primeiro filme oficial de kaiju

Kaijus pode ser antagonistas, protagonistas, anti-heróis ou simplesmente uma força neutra da natureza. Os personagens Kaiju costumam ser de natureza um tanto metafórica; Godzilla, por exemplo, serve como metáfora para armas nucleares, refletindo os temores do Japão do pós-guerra após os bombardeios atômicos de Hiroshima e Nagasaki e o incidente do Lucky Dragon 5. Outros exemplos notáveis de personagens kaiju incluem King Kong, Rodan, Mothra, King Ghidorah e Gamera. 
O filme de 1954 do diretor Ishirō Honda e do diretor de tokusatsu Eiji Tsuburaya, Godzilla, é frequentemente considerado o primeiro filme de kaiju. Os diretores inspiraram-se no personagem King Kong, tanto em seu influente filme de 1933 quanto na concepção de um monstro gigante, estabelecendo-o como um precursor fundamental na evolução do gênero.

## Origens
A palavra japonesa kaijū originalmente se referia a monstros e criaturas de antigas lendas japonesas. Não há representações tradicionais de criaturas kaijū ou semelhantes a kaijū entre os yōkai do folclore japonês, embora seja possível encontrar exemplos de megafauna na mitologia japonesa (por exemplo, dragões japoneses). Depois que sakoku terminou e o Japão foi aberto às relações exteriores em meados do século 19, o termo kaijū passou a ser usado para expressar conceitos da paleontologia e criaturas lendárias de todo o mundo. Por exemplo, o extinto criptídeo semelhante ao Ceratosaurus apresentado em The Monster of "Partridge Creek" (1908) do escritor francês Georges Dupuy foi referido como kaijū. Na era Meiji, as obras de Júlio Verne foram apresentadas ao público japonês, alcançando grande sucesso por volta de 1890, muitas dos quais possuiam monstros gigantes, popularizando mais ainda o conceito.

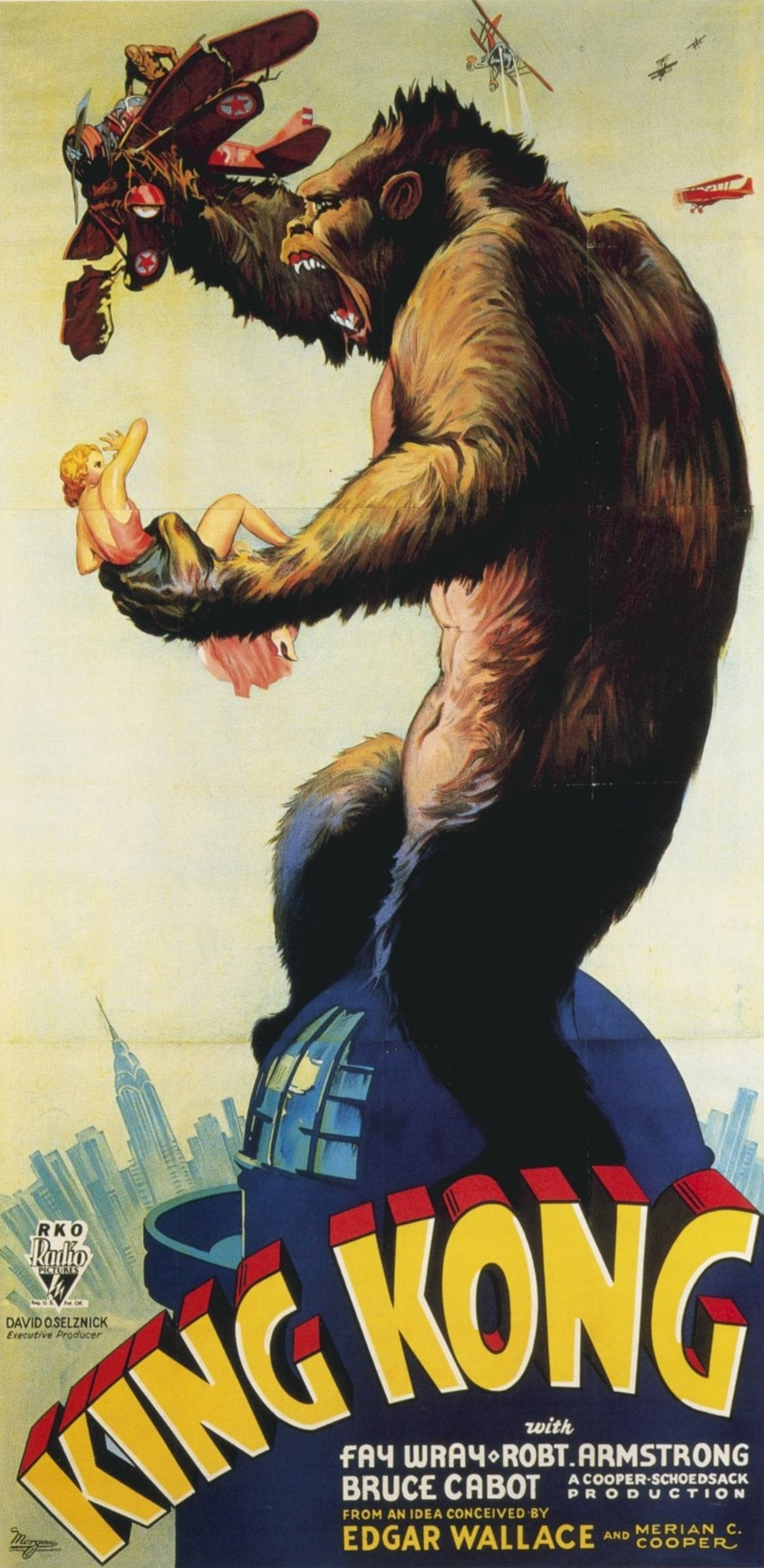
King Kong serviu como grande fonte de inspiração para a criação dos kaijus

O filme de 1925, O Mundo Perdido (adaptado do romance homônimo de Arthur Conan Doyle de 1912), apresentava muitos dinossauros, incluindo um brontossauro que se solta em Londres e destrói a Ponte da Torre . Os dinossauros de O Mundo Perdido foram animados por técnicas pioneiras de stop motion de Willis H. O'Brien, que alguns anos depois animaria a criatura gigante parecida com um gorila se soltando na cidade de Nova York, para o filme de 1933 King Kong. O enorme sucesso de King Kong pode ser visto como o avanço definitivo dos filmes de monstros. Esta conquista influente de King Kong abriu caminho para o surgimento do gênero de monstros gigantes, servindo como um modelo para futuras produções de kaiju. Seu sucesso repercutiu na indústria cinematográfica, deixando impacto duradouro e solidificando a figura do monstro gigante como componente essencial da cinematografia de gênero. A RKO Pictures posteriormente licenciou o personagem King Kong para o estúdio japonês Toho, resultando nas coproduções King Kong vs. Godzilla (1962) e King Kong Escapes (1967), ambas dirigidas por Ishirō Honda.
O conto de Ray Bradbury "The Fog Horn" (1951) serviu de base para The Beast from 20,000 Fathoms (1953), apresentando um dinossauro fictício (animado por Ray Harryhausen), que é libertado de seu estado congelado e hibernante por um teste da bomba atômica dentro do Círculo Polar Ártico. O filme americano foi lançado no Japão em 1954 com o título The Atomic Kaiju Appears, marcando o primeiro uso do nome do gênero no título de um filme. No entanto, Godzilla, lançado em 1954, é comumente considerado como o primeiro filme japonês de kaiju. Tomoyuki Tanaka, produtor do Toho Studios em Tóquio, precisava de um filme para lançar depois que seu projeto anterior foi interrompido. Vendo o quão bem os filmes do gênero gigante de monstros de Hollywood, King Kong (1933) e The Beast from 20,000 Fathoms (1953), haviam se saído nas bilheterias japonesas, e ele próprio era um fã desses filmes, ele decidiu fazer um novo filme baseado neles, criando assim Godzilla. Tanaka pretendia combinar filmes de monstros gigantes de Hollywood com o ressurgimento dos medos japoneses de armas atômicas que surgiram do incidente do barco de pesca Lucky Dragon No. 5, e então ele reuniu uma equipe e criou o conceito de uma criatura radioativa gigante emergindo das profundezas do oceano, uma criatura que se tornaria o monstro Godzilla. Godzilla inicialmente teve sucesso comercial no Japão, inspirando outros filmes de kaiju.

## Terminologia

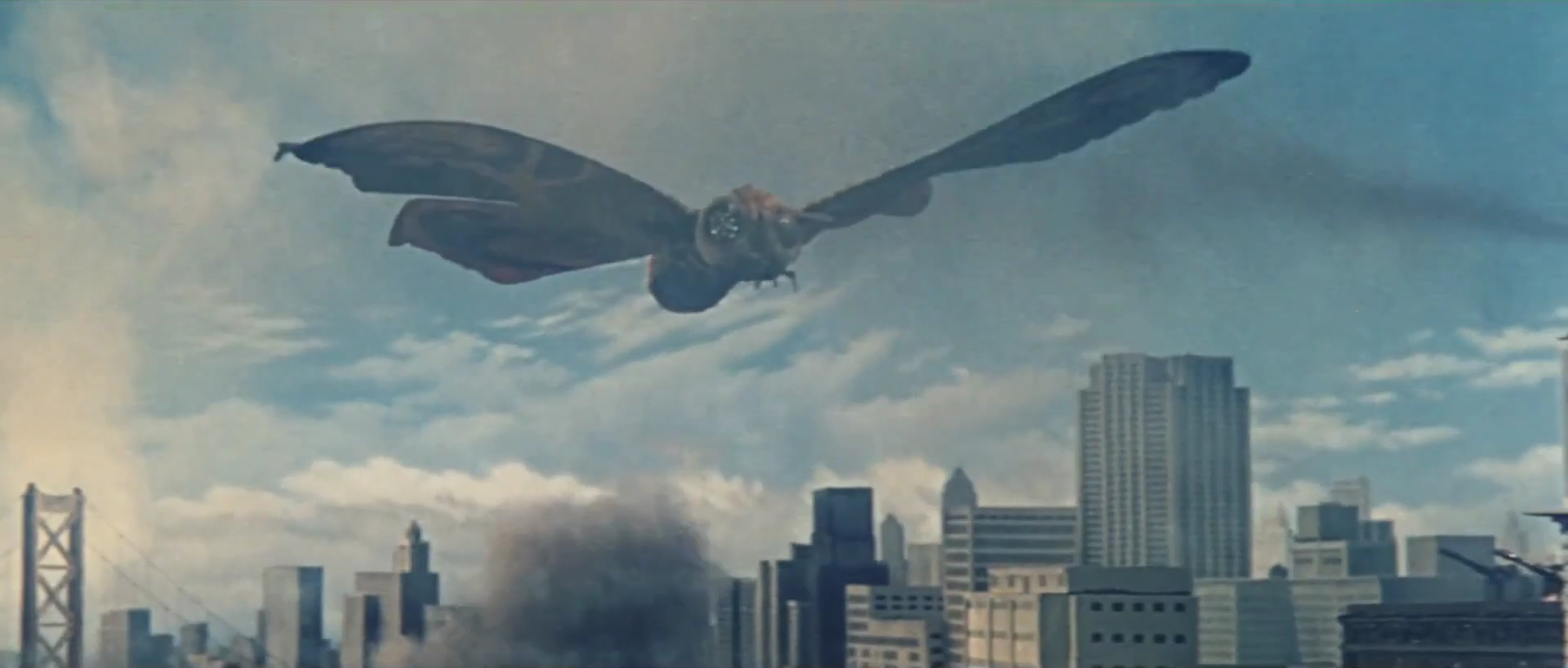
O kaiju voador Mothra, no filme Mothra de 1961

O termo kaijū é traduzido literalmente como "besta estranha" ou "monstro estranho". Kaijus pode ser antagônicos, protagonistas ou uma força neutra da natureza, mas são mais especificamente criaturas sobrenaturais de poder quase divino. Resumidamente, eles não são apenas “animais grandes”. Godzilla, por exemplo, desde sua primeira aparição na entrada inicial de 1954, manifestou todos esses aspectos. Outros exemplos de kaiju incluem Rodan, Mothra, King Ghidorah, Anguirus, King Kong, Gamera, Daimajin, Gappa, Guilala e Yonggary . Existem também subcategorias incluindo Mecha Kaiju (Meka-Kaijū), apresentando personagens mecânicos ou cibernéticos, incluindo Mechagodzilla e Gigan, que são uma ramificação de kaiju.

### Daikaiju

Pôster do filme, de 1965, o primeiro da franquia Gamera.

Daikaijū (大怪獣) se traduz literalmente como "kaiju gigante" ou "grande kaiju". Este termo hiperbólico foi usado para denotar a grandeza do kaiju, o prefixo dai- enfatizando grande tamanho, poder e/ou status. A primeira aparição conhecida do termo daikaiju no século 20 foi nos materiais publicitários do lançamento original de 1954 de Godzilla. Gamera, o Monstro Gigante, o primeiro filme da franquia Gamera em 1965, também utilizou o termo onde o título japonês do filme é Daikaijū Gamera (大怪獣ガメラ).

## Técnicas de filmagem de monstros

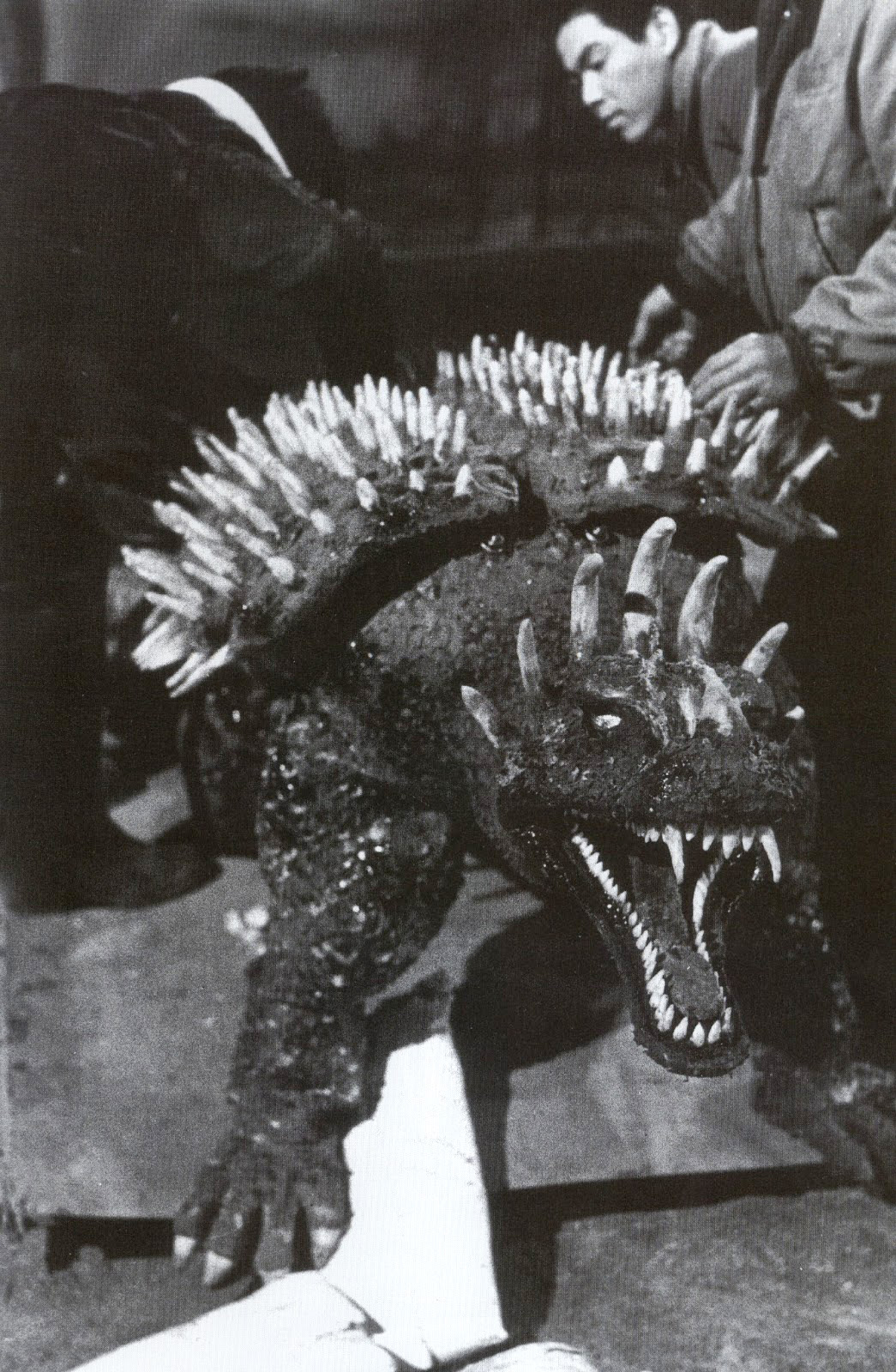
Um traje do Anguirus usado no filme Godzilla Raids Again de 1955

Eiji Tsuburaya, responsável pelos efeitos especiais de Godzilla, desenvolveu uma técnica para animar o kaiju que ficou conhecida coloquialmente como "suitmation". Enquanto os filmes de monstros ocidentais costumavam usar stop motion para animar os monstros, Tsubaraya decidiu tentar criar trajes para um humano usar e atuar dentro dela. Isto foi combinado com o uso de modelos em miniatura e cenários urbanos em escala reduzida para criar a ilusão de uma criatura gigante em uma cidade. Devido à extrema rigidez dos trajes de látex ou borracha, as filmagens costumavam ser feitas em velocidade dupla, de modo que, quando o filme fosse exibido, o monstro fosse mais suave e lento do que na cena original. Os filmes Kaiju também usavam uma forma de marionetes entrelaçadas entre cenas de trajes para tomadas que eram fisicamente impossíveis de serem executadas pelo ator do traje. Desde o lançamento de Godzilla em 1998, os filmes de kaiju produzidos nos Estados Unidos passaram da adaptação para imagens geradas por computador (CGI). No Japão, o suitmation foi usado para a esmagadora maioria dos filmes de kaiju produzidos no Japão em todas as épocas, mas atualmente a produção é feito com CGI, como os filmes Shin Gojira e Godzilla Minus One.